# Djemila (Sétif)
Djemila (în arabă جميلة) este o comună din provincia Sétif, Algeria.
Populația comunei este de 24.145 de locuitori (2008).